# Servisch olympisch voetbalelftal (mannen)
Het Servisch olympisch voetbalelftal is de voetbalploeg die Servië vertegenwoordigt op het mannentoernooi van de Olympische Spelen.

## 1920-1992: Joegoslavisch olympisch elftal
Tot 1992 Servië een onderdeel van de Socialistische Federale Republiek Joegoslavië en konden Servische voetballers worden geselecteerd voor het Joegoslavisch olympisch elftal. Zo maakten Serviërs deel uit van de Joegoslavische ploegen die olympisch zilver wonnen in 1948, 1952, 1956 en goud in 1960.

## 1992-2004: Olympisch elftal van Servië en Montenegro
Van 1992 tot 2006 vormde Servië met Montenegro een staat die tot 2003 Federale Republiek Joegoslavië en vervolgens Servië en Montenegro heette. Onder die laatste naam speelde de olympische ploeg die voor bijna driekwart uit Serviërs bestond op de Olympische Spelen 2004. Alle drie de groepswedstrijden werden verloren.

## Sinds 2008: Jong Servië
Sinds de kwalificatie voor de Olympische Spelen 1992 geldt voor mannen dat ze maximaal 23 jaar mogen zijn (met 1 januari van het olympisch jaar als peildatum). De UEFA wees daarop het Europees kampioenschap onder 21 voorafgaande aan de Spelen aan als kwalificatietoernooi voor Europa, zodat tegenwoordig Jong Servië deelname aan de Olympische Spelen moet zien af te dwingen.

### Olympische Spelen 2008
Servië nam deel aan de Olympische Spelen van 2008 in Peking, China en was ingedeeld in groep A, samen met Argentinië, Australië en Ivoorkust. De ploeg stond onder leiding van bondscoach en oud-international Miroslav Ðukić, die drie dispensatiespelers (ouder dan 23 jaar) mocht meenemen. Hij koos voor Miljan Mrdaković (26), Vladimir Stojković (25) en Aleksandar Živković (31). 

|                               |                     |         |                       |                                                                                   |
| 7 augustus 2008 17:00 (UTC+8) | Australië           | 1 – 1   | Servië                | Sjanghaistadion, Shanghai Toeschouwers: 36.184 Scheidsrechter: Jerome Damon (RSA) |
| 7 augustus 2008 17:00 (UTC+8) | Ruben Zadkovich 69' | Verslag | 56' Slobodan Rajković | Sjanghaistadion, Shanghai Toeschouwers: 36.184 Scheidsrechter: Jerome Damon (RSA) |

|                                |                                        |         |                                                                              |                                                                                     |
| 10 augustus 2008 19:45 (UTC+8) | Servië                                 | 2 – 4   | Ivoorkust                                                                    | Sjanghaistadion, Shanghai Toeschouwers: 38.320 Scheidsrechter: Roberto Moreno (PAN) |
| 10 augustus 2008 19:45 (UTC+8) | Miljan Mrdaković 16' Djordje Rakić 90' | Verslag | 3' Sekou Cissé 24' (e.d.) Slobodan Rajković 70' Salomon Kalou 90+3' Gervinho | Sjanghaistadion, Shanghai Toeschouwers: 38.320 Scheidsrechter: Roberto Moreno (PAN) |

|                                |                                                  |         |                                             |                                                                                        |
| 13 augustus 2008 19:45 (UTC+8) | Argentinië                                       | 2 – 0   | Servië                                      | Arbeidersstadion, Peking Toeschouwers: 53.668 Scheidsrechter: Abdullah Al-Hilali (OMA) |
| 13 augustus 2008 19:45 (UTC+8) | Ezequiel Lavezzi 13' (pen.) Diego Buonanotte 84' | Verslag | 1' Slobodan Rajković 84', 90+1' Duško Tošić | Arbeidersstadion, Peking Toeschouwers: 53.668 Scheidsrechter: Abdullah Al-Hilali (OMA) |